# Jakucho Setouchi
Jakuchō Setouchi (japonès: 瀬戸内 寂聴, Setouchi Jakuchō) va ser una monja budista, escriptora i activista coneguda antigament com Harumi Setouchi (瀬戸内 晴美, Setouchi Harumi).

## Biografia
Setouchi va néixer a Tokushima el 1922. Va anar a la Universitat cristiana femenina de Tòquio i va obtenir un graduat en Literatura japonesa. Després d'un afer amorós amb el pare d'un dels seus alumnes, ella va marxar de casa i va obtenir el divorci oficial per a marxar de Tòquio i perseguir una carrera com a escriptora.
El primer premi literari que Setouchi va obtenir per l'obra Kashin va ser criticat per pornografia. Després de ser guardonada amb el Premi de Literatura Femenina per Natsu no Owari, ella va provar-se a si mateixa com a escriptora. Ella també va obtenir un dels premis més prestigiosos de la literatura japonesa, el Premi Tanizaki per la seva novel·la Hana ni Toe el 1992. El 1973 va prendre els vots budistes i va esdevenir una monja budista al Temple Chūsonji a Hiraizumi (prefectura d'Iwate) i va rebre el nom de Jakuchō.
Setouchi també era famosa per la seva traducció del Genji Monogatari.

## Guardons
- 1962 Premi de Literatura Femenina per Natsu no Owari
- 1992 Premi Tanizaki per Hana ni Toe
- 2001 Premi Noma per l'obra Basho